# Volker Heinrich
Volker B. Heinrich es un botánico y naturalista alemán. 
Ha estudiado Ciencias hortícolas en la Universidad Técnica de Múnich. Es un confeso "nepentófilo": entusiasta de las plantas carnívoras. 
Heinrich se instaló en Filipinas con su esposa y familia, operando el más grande criadero dedicado a plantas carnívoras de Filipinas - la "Pitcher Plant Farm". Sus intereses en Nepenthes y su conocimiento de posibles sitios de sus especies lo han hecho miembro regular de expediciones por ese país en recientes años. Ha sido codescubridor de varias nuevas especies de Nepenthes, incluyendo a N. attenboroughii (nombrada en honor del famoso naturalista, Sir David Attenborough) y N. micramphora.
- La abreviatura «V.B.Heinrich» se emplea para indicar a Volker Heinrich como autoridad en la descripción y clasificación científica de los vegetales.[2]